# 빈센트 에니에아마
빈센트 에니에아마(영어: Vincent Enyeama, 1982년 8월 29일 ~ )는 나이지리아의 전 프로 축구 선수로, 골키퍼로 활약했다. 골키퍼치고는 평균 이하의 키에도 불구하고, 그는 역사상 가장 위대한 아프리카 골키퍼 중 한 명이자 당대 최고의 골키퍼로 널리 알려져 있다.
거의 20년에 걸친 시니어 경력 동안 에니에아마는 이봄 스타즈, 에님바, 이와냐누 나티오날레, 브네이 예후다, 하포엘 텔아비브, 릴, 마카비 텔아비브에서 선수 생활을 했다. 또한 2002년부터 2015년 10월까지 나이지리아 국가대표팀의 일원이었으며, 2013년부터 2015년 국가대표 축구에서 은퇴할 때까지 주장으로 활동했다. 101번의 출전을 기록한 그는 2021년 11월까지 나이지리아에서 가장 많은 캡을 기록한 선수로, 아흐메드 무사에게 추월당했다.

## 구단 경력

### 하포엘 텔아비브
에니에아마는 2007년 하포엘 텔아비브와 계약했다. 하포엘은 2007-08년 부진한 시즌을 견뎌냈지만, 에니에아마는 팀이 강등을 피하고 주컵 결승에 진출하는 데 도움을 주었다.
2008-09년 시즌, 에니에아마는 하포엘의 페널티킥 키커가 되어 "올해의 선수상"을 수상했지만, 하포엘을 리그 우승으로 이끌지 못했다.
2009-10년 시즌, 하포엘은 리그와 컵 더블에서 우승했고, 에니에아마가 눈에 띄게 활약했다. 컵 결승전에서 골을 넣었지만 올해 마지막 경기에서 페널티킥을 실축했고, 결국 하포엘은 92분에 득점하며 리그 우승을 차지했다.
2010년 8월 18일, 그는 레드불 잘츠부르크와의 챔피언스리그 예선 전에서 페널티킥을 성공시키며 2010-11년 시즌 첫 골을 기록했다.
에니에아마는 챔피언스리그 조별 리그에서 특히 리옹과 샬케 04를 상대로 좋은 활약을 펼쳤다. 하포엘은 이스라엘 컵에서도 다시 우승했다.

### 릴
2011년 6월, 에니에아마는 3년 계약에 공개되지 않은 이적료로 프랑스 팀 릴로 이적했다. 2011년 10월 18일, 인테르나치오날레 밀라노와의 2012년 UEFA 챔피언스리그 조별 리그 경기에서 데뷔 전을 치렀고, 인테르나치오날레 밀라노는 1-0으로 승리했다.
2012년 8월, 에니에아마는 마카비 텔아비브와 1년 임대 계약을 체결하고 2012년 8월 8일, 마카비의 스포츠 디렉터 요르디 크라위프로부터 미디어에 소개받았다. 그는 리갓 하알 27경기에 출전했고 마카비는 우승을 차지했다.

## 국가대표팀 경력
2002년 5월, 케냐를 상대로 나이지리아 국가대표팀에 데뷔한 에니에아마는 2002년 FIFA 월드컵에 이케 쇼룬무의 부재로 발탁되었다. 그는 이 대회에서 잉글랜드와의 조별 리그 3차전에서 무실점을 기록하며 경쟁력 있는 데뷔를 했다. 쇼룬무 은퇴 후에는 대표팀의 1순위 골키퍼가 되어 2004년, 2006년, 2010년 아프리카 네이션스컵 토너먼트에서 나이지리아 국가대표팀의 3위 달성을 도왔고, 2013년 대회에서는 팀을 우승으로 이끌었다. 또한 2010년과 2014년 FIFA 월드컵과 2013년 FIFA 컨페더레이션스컵에도 참가했다.
2006년 아프리카 네이션스컵에서 에니에아마는 튀니지와의 8강전 승부차기에서 세 번의 킥을 멈췄지만 준결승에서 코트디부아르에 패한 것을 막지 못했다. 2010년 대회에서는 잠비아의 토머스 니렌다를 막아내고 직접 결승골을 넣으며 나이지리아의 8강전 승부차기 영웅으로 거듭났다.
에니에아마는 2010년 남아프리카 공화국에서 열린 대회에서 두 번째 FIFA 월드컵 출전을 기록했다. 그는 나이지리아의 대회 첫 경기에서 최우수 선수로 선정되었는데, 이는 아르헨티나의 1-0 승리를 제한하는 도전적인 모습이었다. 나이지리아 국가대표팀에서 56번째 국가대표로 출전한 에니에아마는 두 번의 세계 챔피언을 상대로 6번의 멋진 선방을 펼쳤는데, 그 중 4번은 리오넬 메시가 득점했다. 아르헨티나의 디에고 마라도나 감독은 메시가 골을 넣지 못한 이유라고 칭찬했다. 에니에아마는 다음 경기에서도 그리스에 2-1로 패하며 최우수 선수상을 받았지만 바실리스 토로시디스의 결승골에 책임이 있다.

## 수상
나이지리아
- 아프리카 네이션스컵 : 우승 (2013), 3위 (2004, 2006, 2010)

개인
- 2010년 FIFA 월드컵 맨 오브 더 매치 : vs. 아르헨티나, vs. 그리스 (이상 조별리그)

## 같이 보기
- A매치 100경기 이상 출전한 축구 선수 명단